# Академия интерактивных искусств и наук
Академия Интерактивных Искусств и Наук (англ. Academy of Interactive Arts & Sciences, сокр. AIAS) — некоммерческая организация, ставящая своей задачей продвижение и содействие признанию «интерактивных искусств и наук», электронных развлечений и компьютерных игр. Академия ежегодно организует церемонии вручения премий D.I.C.E. Awards (до 2012 года она называлась Interactive Achievement Awards), а также конференции D.I.C.E. Summit для разработчиков компьютерных игр. Основана в 1992 году Эндрю Закером (англ. Andrew Zucker).

## История
Основанная Эндрю Закером организация, объединившая как специалистов игровой индустрии, так и специалистов индустрии развлечений, ещё в 1992 году насчитывала около 400 членов. Одним из самых ярких представителей организации в то время был Тимоти Лири, благодаря которому первые награждения компьютерных игр, выданные «АИИН» в 1994 году, были показаны по телевизору в шоу под названием Cybermania 94, которое вели Лесли Нильсен и Джонатан Тейлор Томас. В 1995 году церемония награждения впервые транслировалась в интернете.
В 1996 году «АИИН» объявила о создании D.I.C.E. Саммита (аббревиатура Design, Innovate, Communicate, Entertain) — конференции, главной целью которой является продвижение и награждение компьютерных игр.
С 1998 года ежегодно присуждает премии Interactive Achievement Awards. В 2012 году 24 октября Interactive Achievement Awards были переименованы в D.I.C.E. Awards.

## D.I.C.E. Awards
С 1998 года Академия интерактивных искусств и наук ежегодно вручает награды от своего имени за достижения в игровой индустрии. Награды вручаются как играм, так и персоналиям.